# Sunday Morning (canção de No Doubt)
Sunday Morning é o quinto single do álbum Tragic Kingdom da banda No Doubt.
A canção Ska punk foi escrita por Gwen Stefani, Tony Kanal e Eric Stefani.

## Chart performance
| Chart (1997)                     | Peak position |
| -------------------------------- | ------------- |
| Australian ARIA Singles Chart    | 21            |
| Swedish Singles Chart            | 55            |
| U.S. Billboard Top 40 Mainstream | 35            |